# Playford (Suffolk)
Pour les articles homonymes, voir Playford.
Playford est un village et une paroisse civile du Suffolk, en Angleterre.